# .example
A .example egy internetes legfelső szintű tartomány (TLD) kód, először 1999 júniusában jelentették be, a .localhost-tal, a .test-tel és a .invalid-del egy időben.